# Dommartin-le-Franc
Dommartin-le-Franc is een gemeente in het Franse departement Haute-Marne (regio Grand Est) en telt 228 inwoners (2005). De plaats maakt deel uit van het arrondissement Saint-Dizier.

## Geografie
De oppervlakte van Dommartin-le-Franc bedraagt 10,1 km², de bevolkingsdichtheid is 22,6 inwoners per km².
De onderstaande kaart toont de ligging van Dommartin-le-Franc met de belangrijkste infrastructuur en aangrenzende gemeenten.

## Demografie
Onderstaande figuur toont het verloop van het inwonertal (bron: INSEE-tellingen).